# Dan Ouseley
Dan Ouseley (Londres, 18 de enero de 1976) es un deportista británico que compitió en remo. Ganó dos medallas de bronce en el Campeonato Mundial de Remo, en los años 2001 y 2003.

## Palmarés internacional
| Campeonato Mundial | Campeonato Mundial | Campeonato Mundial | Campeonato Mundial |
| Año                | Lugar              | Medalla            | Prueba             |
| ------------------ | ------------------ | ------------------ | ------------------ |
| 2001               | Lucerna (Suiza)    | Medalla de bronce  | Cuatro con timonel |
| 2003               | Milán (Italia)     | Medalla de bronce  | Ocho con timonel   |